# نينتندوغز
نينتندوغز (بالإنجليزية:Nintendogs)، هي لعبة فيديو من نوع التربية الرقمية، صدرت حصراً على منصة نينتندو دي إس عام 2005، وأعيد إصدارها سنة 2006، وهي لعبة تشجع المستخدمين على تربية القطط والكلاب. حصلت اللعبة على عدة جوائز أشهرها جائزة أفضل لعبة محمولة في معرض إي3 سنة 2005، وجائزة أفضل لعبة في صحيفة أسوشيتد برس وغيرها.